# Euderces hoegei
Euderces hoegei là một loài bọ cánh cứng trong họ Cerambycidae.